# Oreneta del Perú
L'oreneta del Perú (Progne murphyi) és una espècie d'ocell de la família dels hirundínids (Hirundinidae). Es troba a l'extrem nord de Xile i a tota la zona litoral del Perú. El seu hàbitat natural principal són els boscos tropicals i subtropicals de frondoses humits de les terres baixes, els herbassars secs tropicals i subtropicals, roquissars, terres llaurades, terres de pastura i àrees urbanes. El seu estat de conservació es considera gairebé amenaçat.